# Навабадський
Навабадський (тадж. Навобод) — селище міського типу в Таджикистані, у районі Рудакі.
Населення бл. 6 тис. мешканців (2000).
Селище розташоване за 7 км від залізничної станції Душанбе-1, за 34 км від Сомонійона.
Статус смт з 23 травня 1942 року.